# Cadillac Elmiraj
Cadillac Elmiraj — концепт-кар, созданный компанией Cadillac и представленный 15 августа 2013 года на выставке Pebble Beach Concours d'Elegance. Является преемником Cadillac Ciel. Название Elmiraj автомобиль получил в честь Элмайры, штат Нью-Йорк, хотя некоторые утверждают, что это озеро высохшее дно озера, которое использовалось для скоростных пробежек. 

## Описание
Cadillac Elmiraj — двухдверное, четырёхместное полноразмерное купе класса люкс. Длина составляет 5207 мм. Elmiraj оснащён 4,5-литровым двигателем V8 с двойным турбонаддувом, выдающим мощность около 373 кВт (500 л. с.). Автомобиль имеет жёсткую крышу без стоек, от которой американские автопроизводители отказались в конце 1970-х годов. Дизайн был вдохновлён Cadillac Eldorado шестого поколения.
Elmiraj является заднеприводным и был «сконструирован с использованием шасси и структурных элементов текущего проекта по разработке автомобиля Cadillac, намеченного для будущего производства» (англ. constructed with chassis and structural elements of an ongoing Cadillac vehicle development project slated for future production). Согласно статье в блоге, где утверждается, что она проинформирована инсайдером, платформа находилась в стадии разработки под названием Omega.
Ники Смарт, ведущий дизайнер экстерьера проекта Elmira J, сказал: «Мы хотели создать зрелое заявление для Cadillac, где простота и тонкие украшения создают целеустремлённое присутствие» (англ. We wanted a mature statement for Cadillac where simplicity and subtle adornments create a purposeful presence).
Марк Адамс, директор по дизайну Cadillac, сказал: «Elmiraj продвигает провокационный современный дизайн и производительность Cadillac, контрастирующие с индивидуальным мастерством и роскошью. В нём исследуется динамика вождения, а также то, как мы подходим к расширению модельного ряда Cadillac и новым измерениям философии искусства и науки» (англ. Elmiraj advances Cadillac’s provocative modern design and performance, contrasted with bespoke craftsmanship and luxury. It explores performance driving, as well as how we’re approaching elevating the Cadillac range and new dimensions of Art & Science philosophy).
В 2013 году Elmiraj был представлен на выставке IAA (Internationale Automobilausstellung) во Франкфурте, Германия.

## Галерея

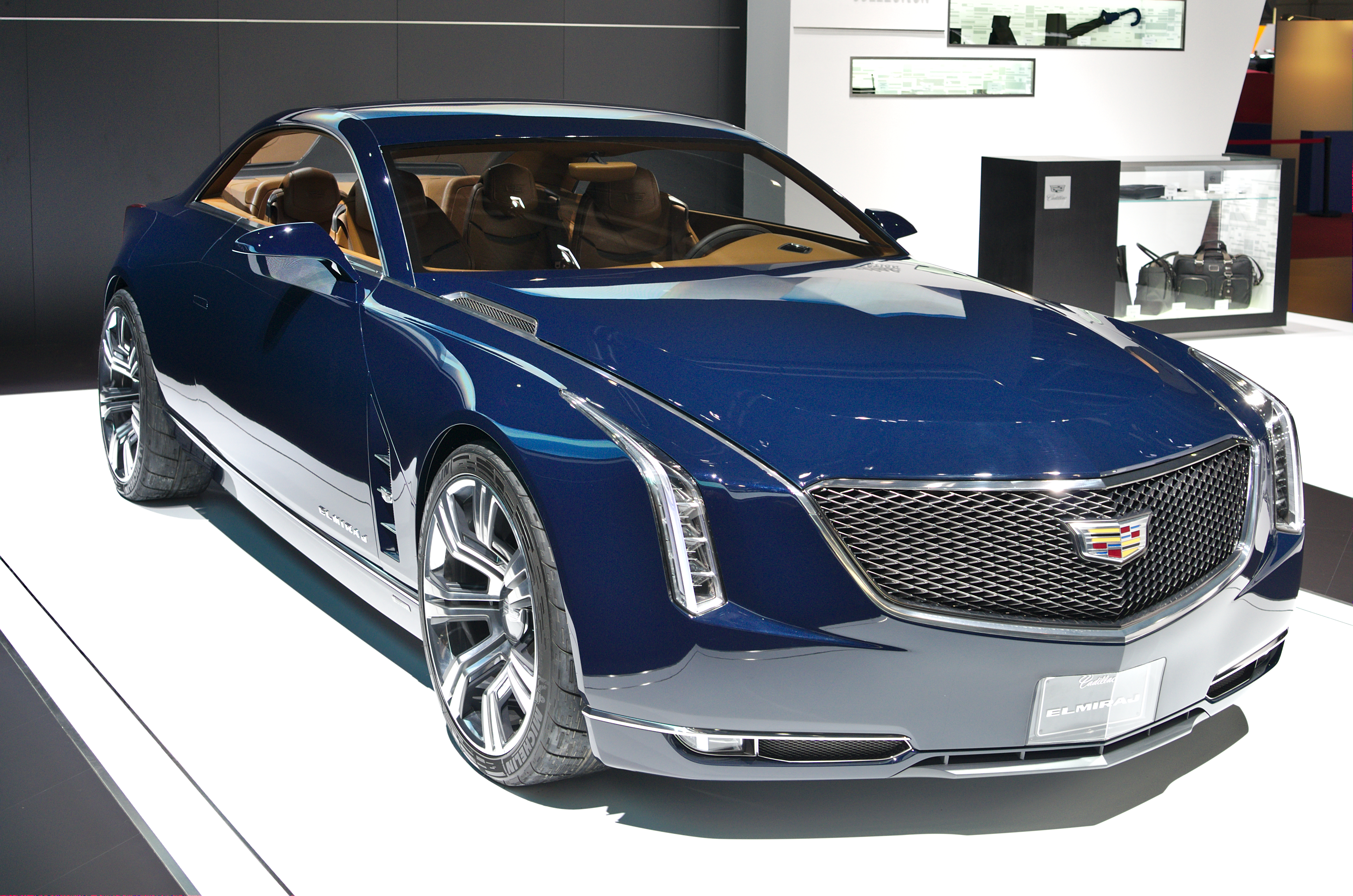
Вид спереди
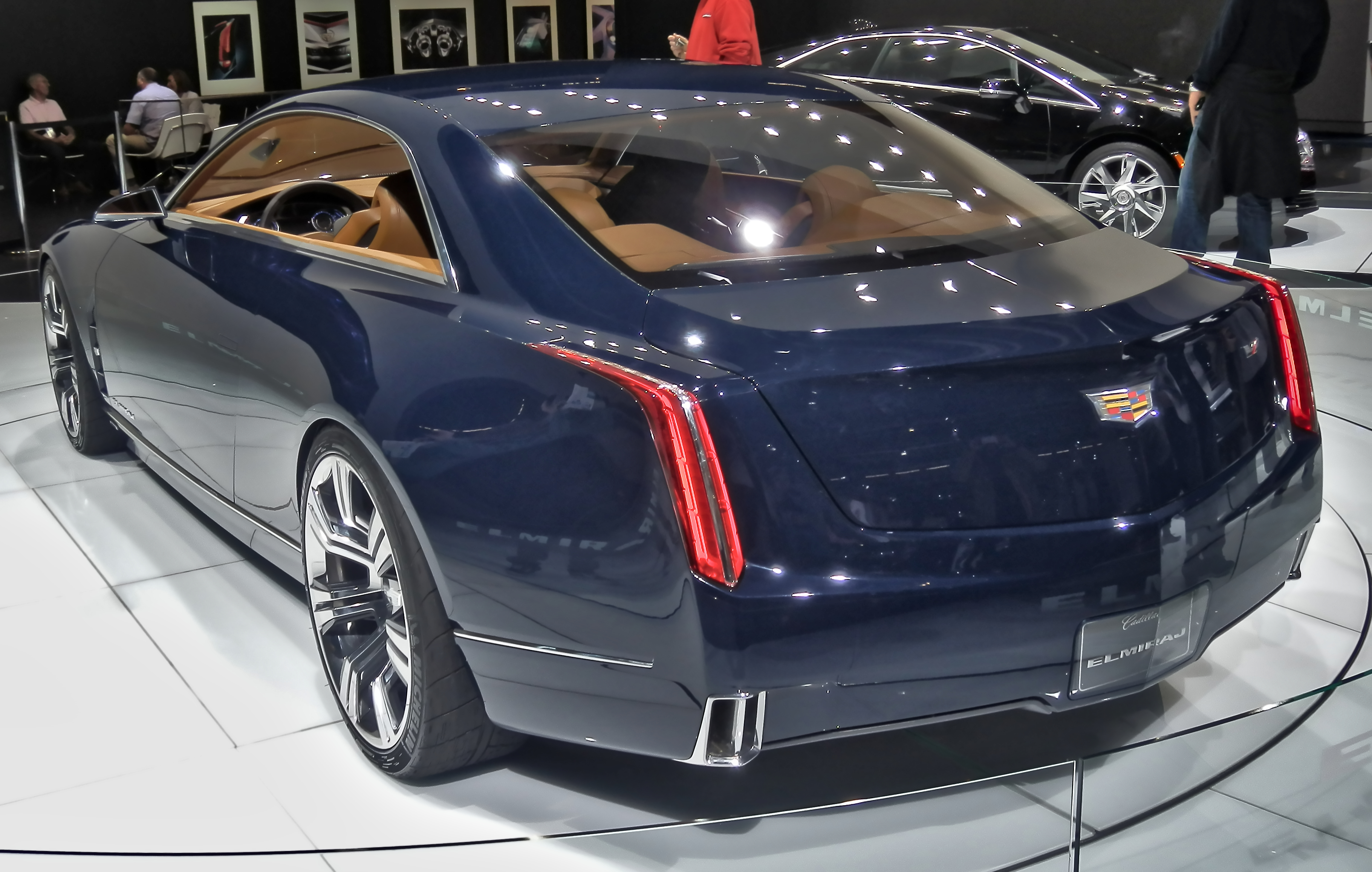
Вид сзади
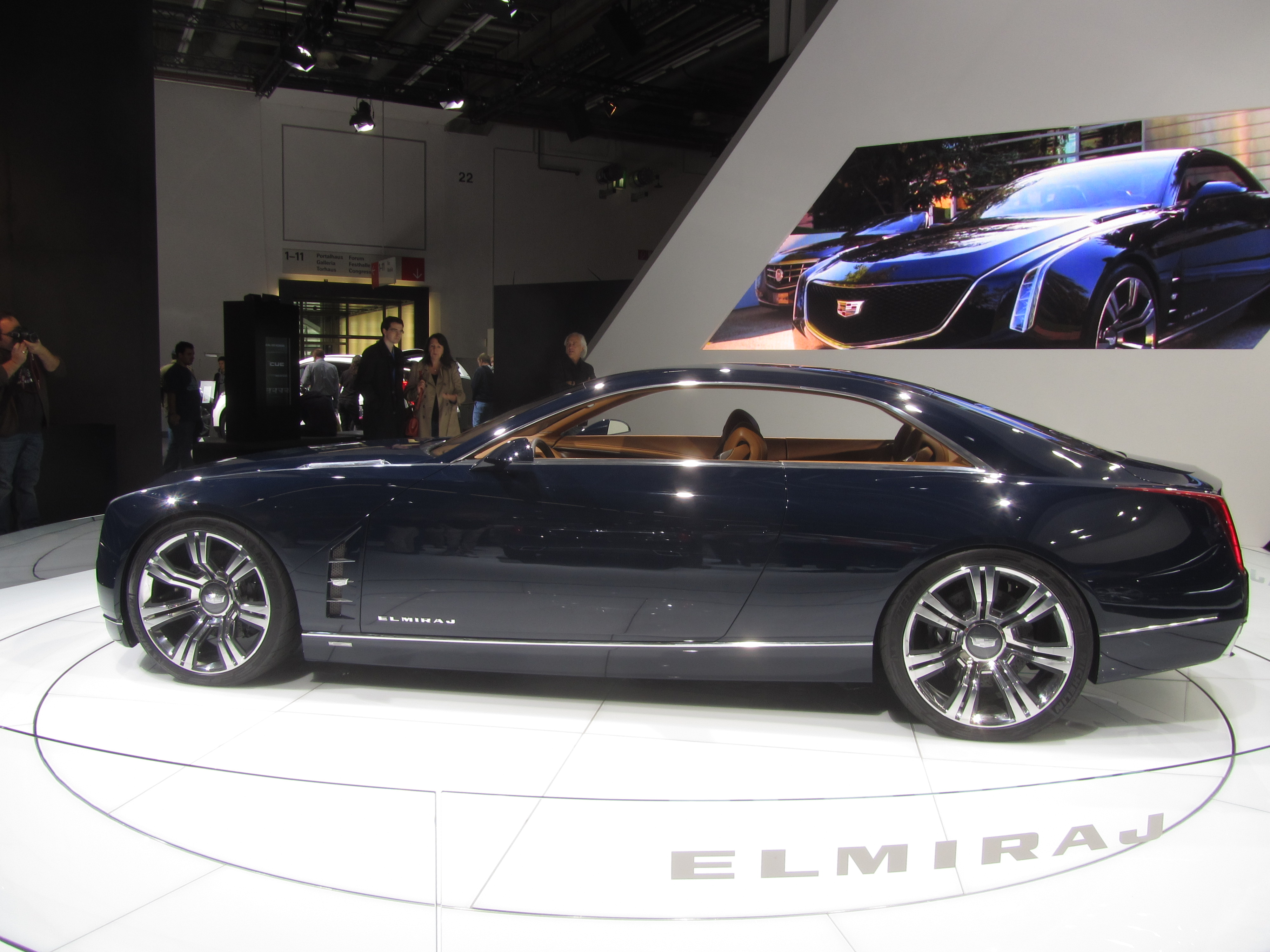
Вид сбоку
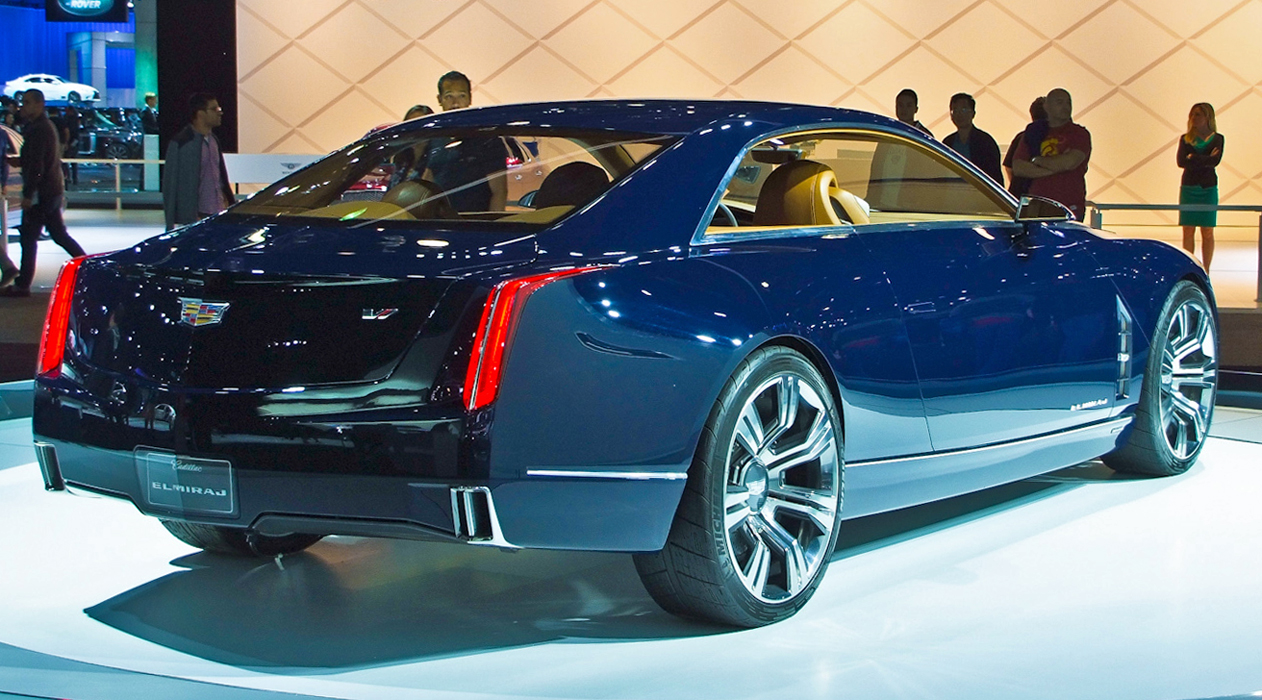
Вид сзади в три четверти
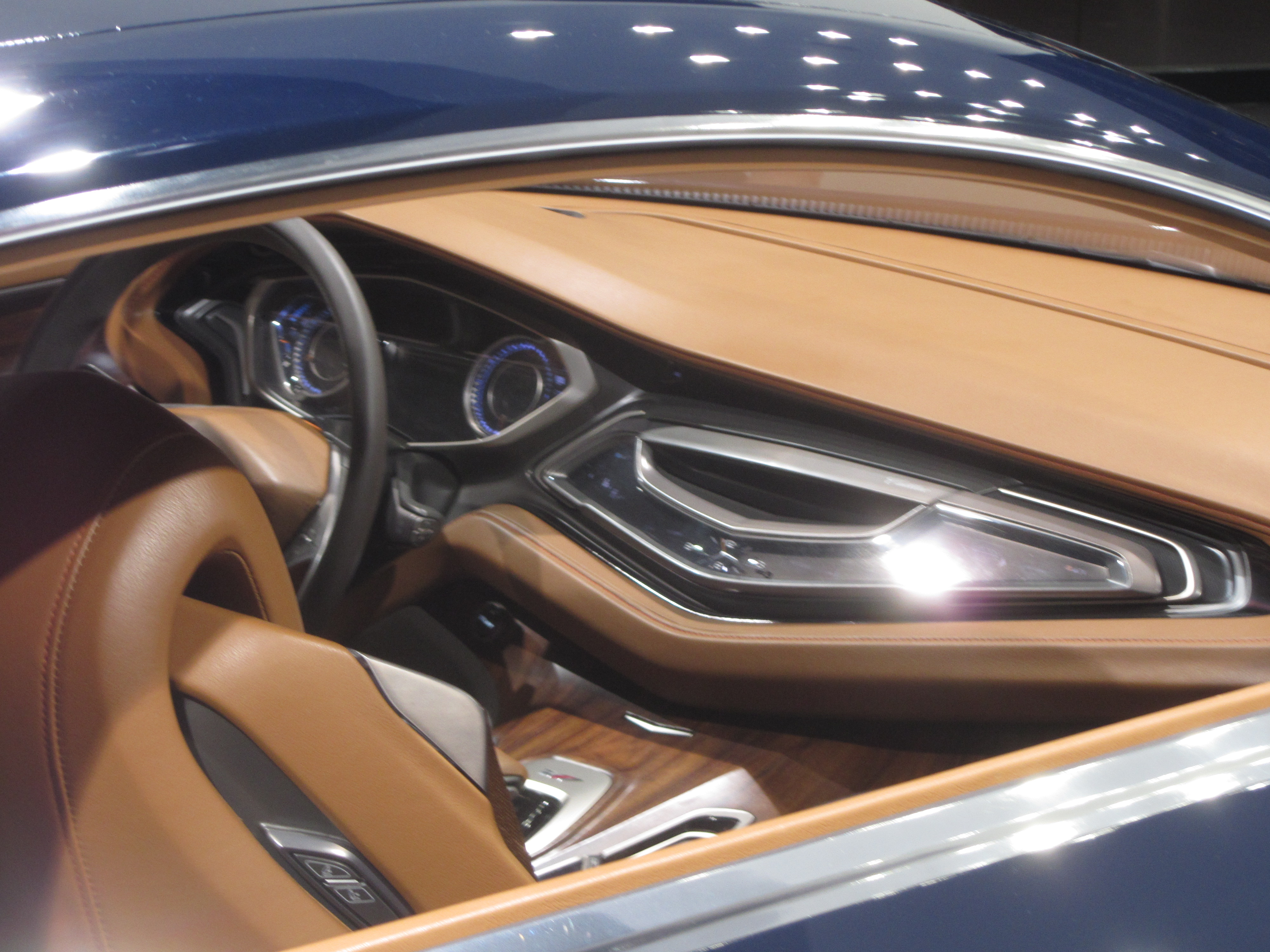
Приборная панель